# Jenana
Jenana là một chi bướm đêm thuộc họ Geometridae.